# Phyllomacromia funicularioides
Phyllomacromia funicularioides là loài chuồn chuồn trong họ Macromiidae. Loài này được Legrand mô tả khoa học đầu tiên năm 1983.